# Pseudoeurycea kuautli
Pseudoeurycea kuautli é uma espécie de anfíbio caudado da família Plethodontidae. Está presente no México. A UICN classificou-a como em perigo crítico.